# Amahuaka wagnerorum
Amahuaka wagnerorum är en insektsart som beskrevs av Young 1965. Amahuaka wagnerorum ingår i släktet Amahuaka och familjen dvärgstritar. Inga underarter finns listade i Catalogue of Life.